# Madenur, Hassan
Madenur là một làng thuộc tehsil Hassan, huyện Hassan, bang Karnataka, Ấn Độ.